# 1903 Adzhimushkaj
1903 Adzhimushkaj è un asteroide della fascia principale del diametro medio di circa 36,5 km. Scoperto nel 1972, presenta un'orbita caratterizzata da un semiasse maggiore pari a 3,0010335 UA e da un'eccentricità di 0,0505731, inclinata di 10,98903° rispetto all'eclittica.